# Abrodictyum
Abrodictyum är ett släkte av hinnbräkenväxter. Abrodictyum ingår i familjen Hymenophyllaceae.

## Bildgalleri

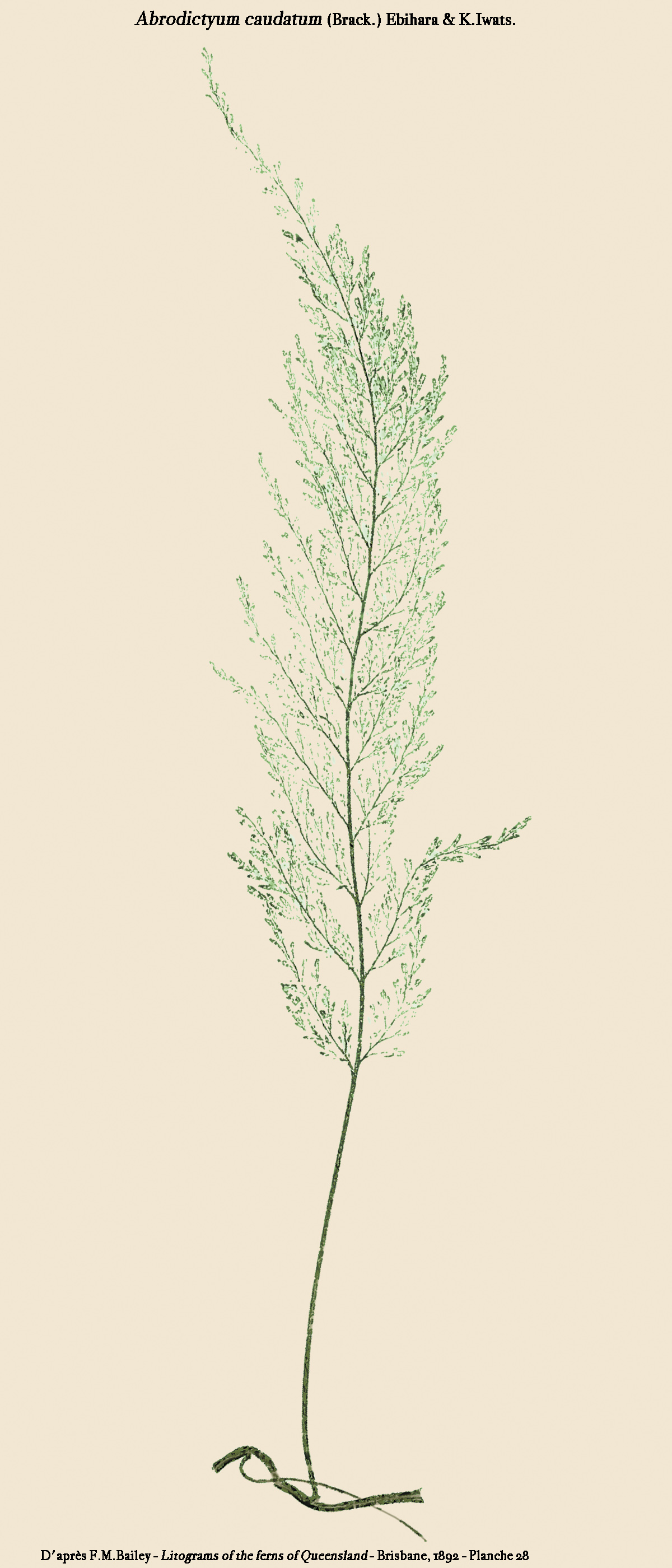
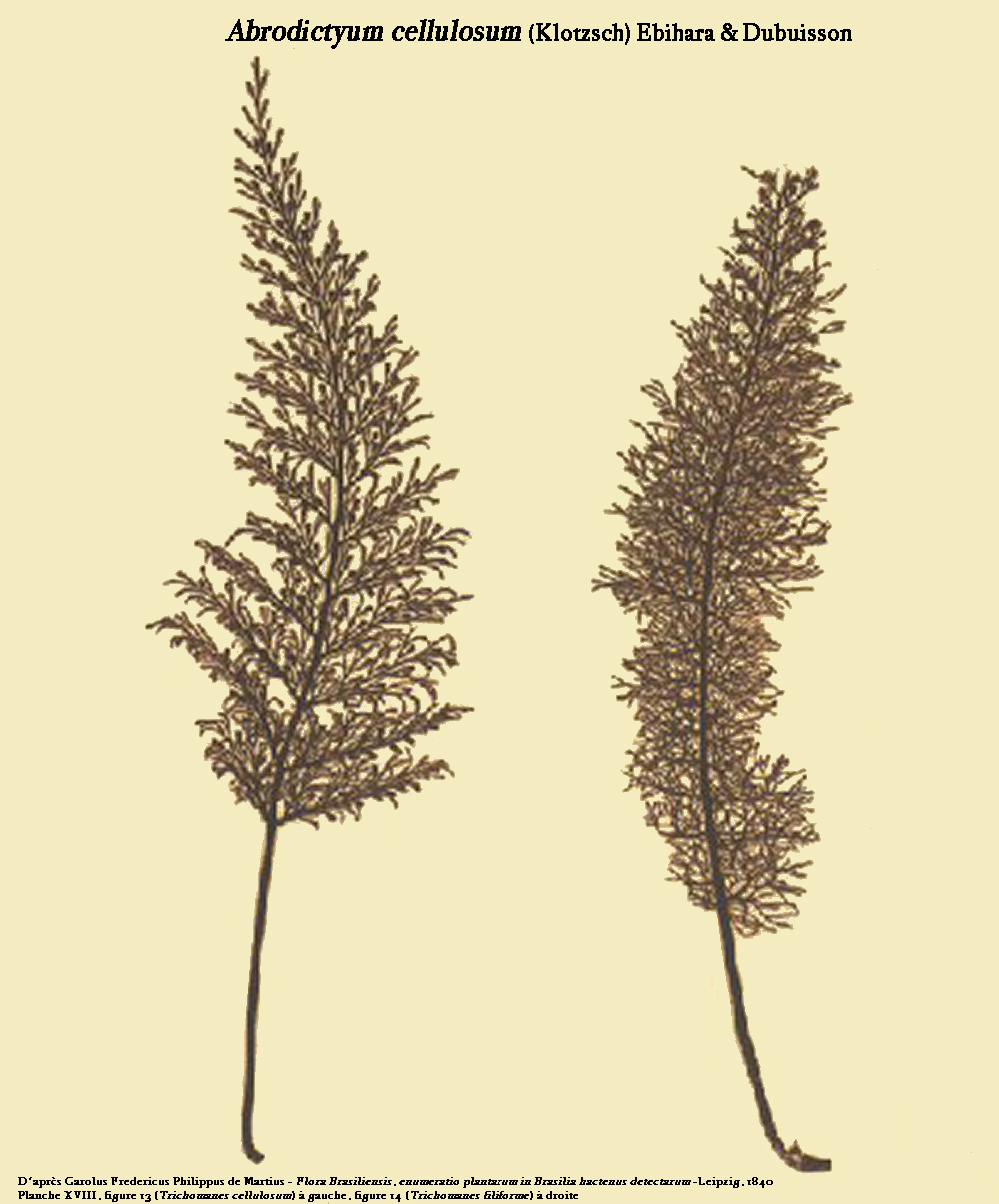
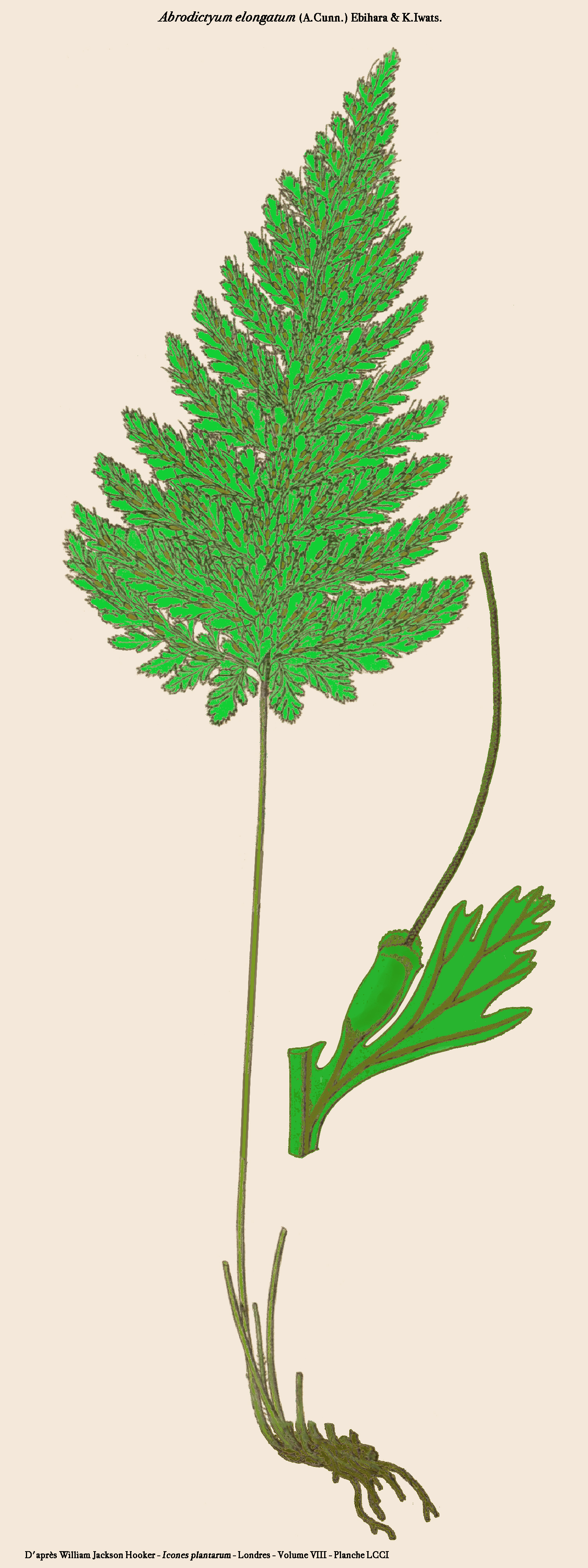
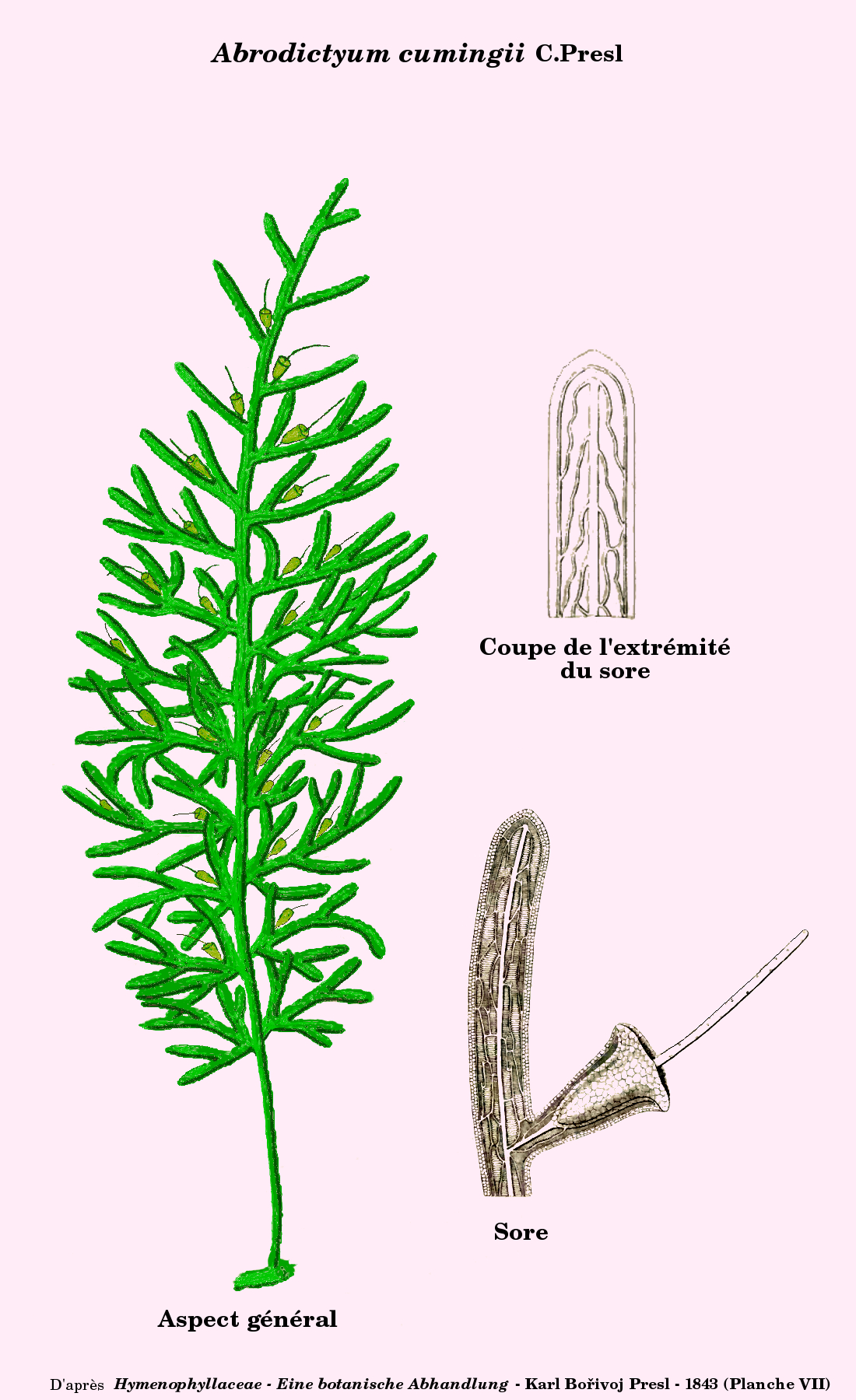
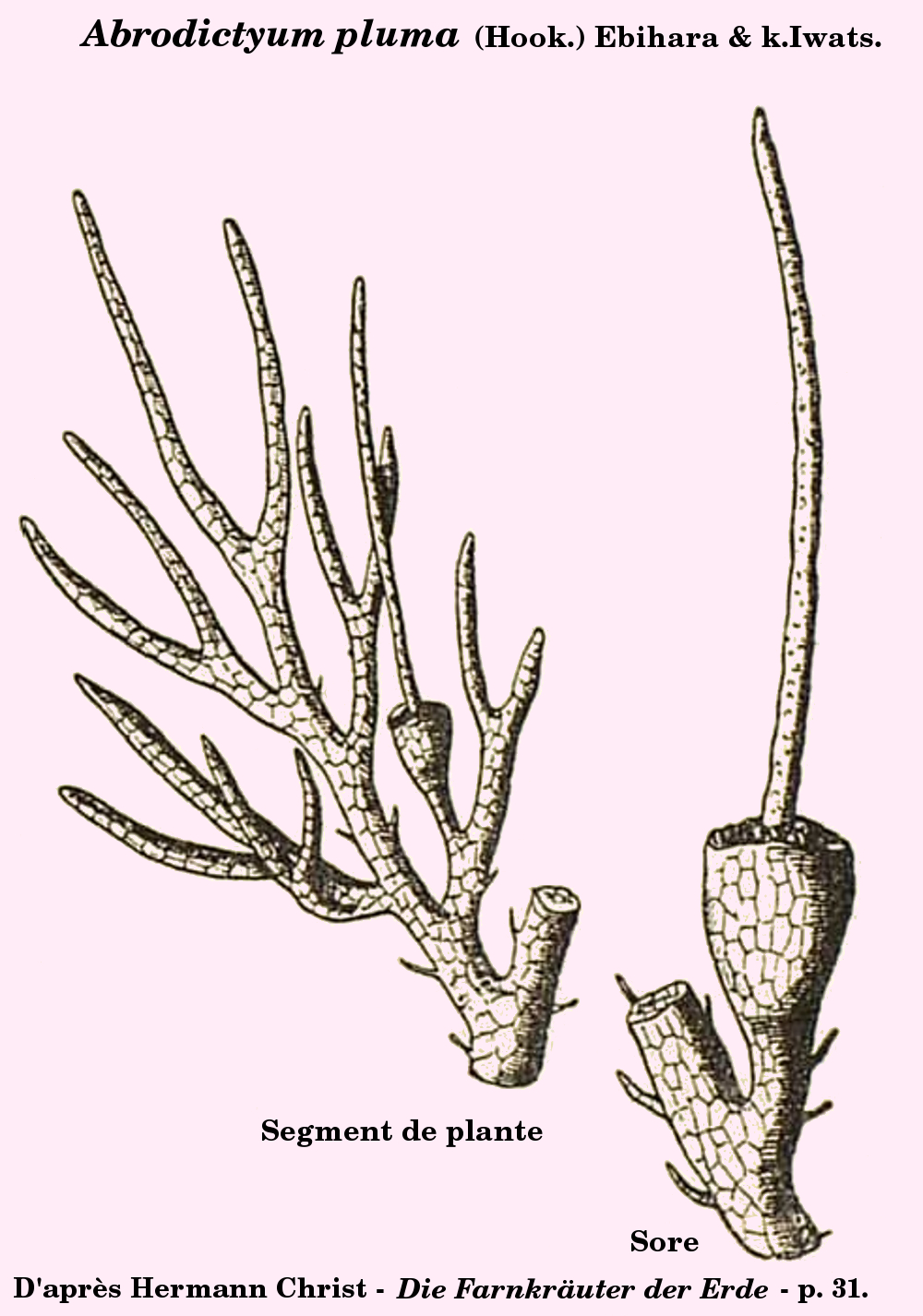

## Dottertaxa tillAbrodictyum, i alfabetisk ordning[1]
- Abrodictyum angustimarginatum
- Abrodictyum asae-grayi
- Abrodictyum boninense
- Abrodictyum brassii
- Abrodictyum caespifrons
- Abrodictyum caudatum
- Abrodictyum cellulosum
- Abrodictyum clathratum
- Abrodictyum compactum
- Abrodictyum cumingii
- Abrodictyum cupressoides
- Abrodictyum dentatum
- Abrodictyum elongatum
- Abrodictyum extravagans
- Abrodictyum flavofuscum
- Abrodictyum gemmatum
- Abrodictyum guineense
- Abrodictyum idoneum
- Abrodictyum kalimantanense
- Abrodictyum laetum
- Abrodictyum muluense
- Abrodictyum obscurum
- Abrodictyum pluma
- Abrodictyum polystromaticum
- Abrodictyum pseudoarbuscula
- Abrodictyum rigidum
- Abrodictyum schlechteri
- Abrodictyum schultzei
- Abrodictyum setaceum
- Abrodictyum sprucei
- Abrodictyum strictum
- Abrodictyum stylosum
- Abrodictyum tamarisciforme
- Abrodictyum truncatum
- Abrodictyum windischianum